# Flags of the World
Flags of the World (kratica:  FOTW) je međunarodno društvo zastavoslovaca (veksikologa, stjegoslovaca) na internetu. 
Postoji internetska inačica mailing liste i internetske stranice s velikom zbirkom slika i crteža zastava. Engleski je jezik glavni jezik na obama internetskim mjestima. Mailing listu pokrenuo je rujna 1993. Talijan Giuseppe Bottasini s nekoliko sudionika. Internetske stranice postoje od 1994.- godine. Nakon Bottasinija, ravnatelj stranica je Kanađanin Rob Raeside.
Član je Međunarodnog saveza zastavoslovnih udruga od 2001. godine.
Na stranicama se 2011. nalazilo 49.000 podstranica o zastavama te oko 90.000 slika raznih zastava. Osvježavanje podataka je tjedno.

## Vanjske poveznice
- Službene stranice
- Mailing lista  Arhivirana inačica izvorne stranice od 19. kolovoza 2013. (Wayback Machine)